# جاكوب توماس
جاكوب توماس (بالإنجليزية: Jacob Thomas)‏ (14 فبراير 1977 بأوستن في الولايات المتحدة - ) هو لاعب كرة قدم أمريكي في مركز الوسط. لعب مع آينتراخت براونشفايغ وكولومبوس كرو وAustin Lone Stars ‏ ونادي لوبيك ‏ وSaint Louis Billikens men's soccer ‏.

## وصلات خارجية
- جاكوب توماس على موقع قاعدة بيانات كرة القدم.إي يو (الإنجليزية)
- جاكوب توماس على موقع بيانات كرة القدم. دي إي (الألمانية)